# Sawpit
Sawpit és una població dels Estats Units a l'estat de Colorado. Segons el cens del 2000 tenia 25 habitants.

## Demografia
Segons el cens del 2000, Sawpit tenia 25 habitants, 12 habitatges, i 6 famílies. La densitat de població era de 321,8 habitants per km².
Per edats la població es repartia de la següent manera: un 20% tenia menys de 18 anys, un 0% entre 18 i 24, un 44% entre 25 i 44, un 36% de 45 a 60 i un 0% 65 anys o més.
L'edat mediana era de 42 anys. Per cada 100 dones de 18 o més anys hi havia 122,2 homes.
La renda mediana per habitatge era de 26.250 $ i la renda mediana per família de 83.119 $. Els homes tenien una renda mediana de 27.083 $ mentre que les dones 0 $. La renda per capita de la població era de 24.488 $. Cap de les famílies estaven per davall del llindar de pobresa.

## Poblacions més properes
El següent diagrama mostra les poblacions més properes.